# Гусейнов, Кямран Асад оглы
Кямран Асад оглы Гусейнов — советский хозяйственный, государственный и политический деятель, доктор исторических наук.

## Биография
Родился в 1913 году в селении Черели. Член КПСС с 1939 года.
В 1938—1940 годах Кямран Гусейнов учился в Харьковском инженерно-строительном институте, а в 1940—1941 годах продолжил образование в Азербайджанском индустриальном институте. В 1949 году окончил исторический факультет Азербайджанского государственного педагогического института и Бакинскую высшую партийную школу.
С 1934 года — на хозяйственной, общественной и политической работе. В 1934—2006 гг. — рабочий, бригадир, помощник прораба, начальник цеха Бакинского сажевого завода, партийный организатор ЦК ВКП(б) завода имени 1-го Мая, секретарь Сумгаитского районного комитета КП(б) Азербайджана по кадрам, 1-й секретарь Кировского районного комитета КП(б) Азербайджана, партийный организатор ЦК ВКП(б) Мингечаурстроя, 1-й секретарь Нефтчалинского районного комитета КП Азербайджана, 1-й секретарь Сумгаитского городского комитета КП Азербайджана, председатель Азербайджанского республиканского Совета профсоюзов (1958—1961), секретарь ВЦСПС (1961—1968), заместитель председателя Совета министров Азербайджанской ССР (1968—1980), председатель республиканской Торгово-промышленной палаты (1980—1993), советник Торгово-промышленной палаты Азербайджана.
Избирался депутатом Верховного Совета РСФСР 7-го созыва. Делегат XX съезда КПСС.
Умер в Баку в 2006 году.

## Награды
- Орден «Слава» (15 декабря 1998 года) — за заслуги в общественной жизни Азербайджана[1].
- Орден Дружбы (15 декабря 2003 года, Россия) — за большой вклад в развитие и укрепление российско-азербайджанских торгово-экономических связей[2].
- Орден Трудового Красного Знамени (1958).
- Орден «Знак Почёта» (1946).
- Медаль «За трудовую доблесть» (1940).
- Персональная стипендия Президента Азербайджанской Республики (11 июня 2002 года)[3].

## Комментарии
1. ↑  Ныне — Губадлинском районе Азербайджана.